# Трофімов Олексій Володимирович
Олексі́й Володими́рович Трофімо́в (17 листопада 1993 — 29 серпня 2014) — солдат Збройних сил України, учасник російсько-української війни.

## Життєпис
Народився 1993 року в місті Апостолове (Дніпропетровська область). Закінчив Апостолівську школу-ліцей № 4. Військовослужбовець за контрактом, старший стрілець механізованої роти 1-го механізованого батальйону 17-ї окремої танкової бригади.
Загинув 29 серпня 2014 року під час виходу з оточення «зеленим коридором» під Іловайськом на дорозі в районі села Новокатеринівка. 2 вересня тіло Олексія Трофімова разом з тілами 87 інших загиблих у Іловайському котлі привезли до запорізького моргу.
За експертизою ДНК упізнаний серед похованих на Алеї невідомих героїв під Запоріжжям. 1 липня 2015 року з воїном, з військовими почестями, попрощалися в рідному місті.
Без сина лишилася мама.

## Нагороди і вшанування
За особисту мужність і героїзм, виявлені у захисті державного суверенітету та територіальної цілісності України, вірність військовій присязі під час російсько-української війни, відзначений — нагороджений
- 22 вересня 2015 року — орденом «За мужність» III ступеня (посмертно)[1].
- У жовтні 2021 року в пам'ять про Олексія Трофімова в місті Апостоловому розмістили меморіальну дошку[2].
- Його портрет розміщений на меморіалі «Стіна пам'яті полеглих за Україну» в Києві: секція 3, ряд 6, місце 26
- Вшановується 29 серпня на щоденному ранковому церемоніалі вшанування українських захисників, які загинули цього дня в різні роки внаслідок російської збройної агресії[3]
- 13 жовтня 2021 року на фасаді Апостолівської школи-ліцею № 4 відкрито меморіальну дошку.